# Tӑvan Atӑl
Tӑvan Atӑl (in cirillico: Тӑван Атӑл, in italiano Nativi del Volga) è una rivista letteraria russa in edizione monolingua (ciuvascio), su fogli A4, ha una tiratura di 2 000 copie.

## Storia  editoriale
Pubblicata dal 1931 fino al 1935 con il titolo "Traktör " (Trattore); fino al 1939 non venne pubblicata; nel 1940 riprese la pubblicazione col titolo di «Художественная литература» ("Letteratura Ilemlö", in italiano "finzione") per 17 numeri fino al 1944 quando per la pubblicazione del 18° numero venne rinominata. Fino a 1965 fu pubblicato come almanacco letterario. Nel 1965, iniziò la pubblicazione come magazine letterario. La rivista è stata pubblicata per un periodo dalla casa editrice Atal-Volga.

## Riconoscimenti
Nel 1981, la rivista è stata insignita dell'Ordine del Distintivo d'Onore .
Nel 2018, la rivista ha partecipato al concorso dell'Unione dei giornalisti della Russia "Le cinque migliori pubblicazioni etniche in Russia" ed è diventata la vincitrice della nomination "La migliore pubblicazione letteraria e artistica".

## Redattori della testata
- Il’ja Tuktaš
- Arkadij Èshel’
- Èl’ger, Semën Vasil’evič
- Jakov Uhsaj
- Aleksandr Kalgan
- Alager, Vasilij Osipovič
- Mišši Ujp
- Alentej, Vasilij Stepanovič
- Abašev, Vladimir Nikiforovič
- Agakov, Leonid Jakovlevič
- L’vov, Pëtr Konstantinovič
- Galkin, Aleksandr Alekseevič
- Georgij Krasnov
- Tallerov, Lavrentij Vasil’evič
- Agiver, Fëdor Georgievič